# Sant Vicenç de la Llaguna
Sant Vicenç de la Llaguna (en francès: Église Saint-Vincent de La Llagonne) és l'Església parroquial romànica del poble de la Llaguna, de la comuna homònima, a la comarca del Conflent, de la Catalunya del Nord.

## Història
L'església de Sant Vicenç és esmentada ja l'any 942, en l'acta de donació del lloc de la Llaguna feta pel comte Sunifred II de Cerdanya - Besalú al monestir de Sant Miquel de Cuixà: ecclesiam Sancti Vimcentii qui ibidem est. L'any 950 la donació era confirmada pel papa Agapit II i el 958 pel rei Lotari. Encara hi ha altres butlles papals posteriors que en confirmen la possessió de Cuixà. L'església continuà sota les mans del monestir de Cuixà fins a la fi de l'Antic Règim.

## L'edifici

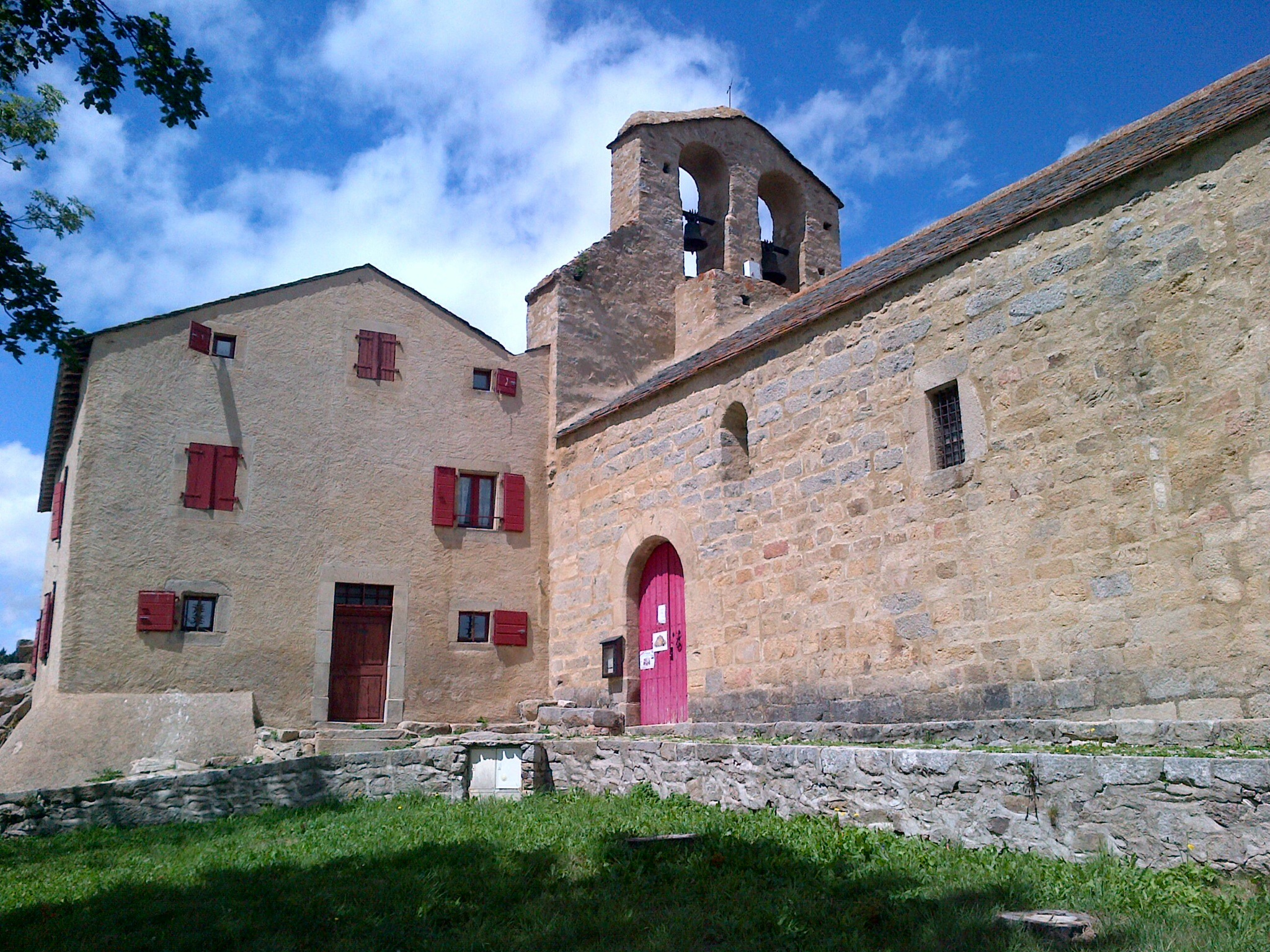
Façana meridional de l'església

Al costat de l'església hi ha vestigis del Castell de la Llaguna, del qual es manté sencera una torre circular, anomenada del Capil. L'església fou bastida al segle xii, substituint-ne una d'anterior del 942, a l'antic emplaçament de la Llaguna, situat aproximadament a un quilòmetre a ponent del poble actual, al costat de l'estany que donà nom al lloc. Fou reconstruïda al segle xiii com a conseqüència de la destrucció causada per la guerra entre el comte de Foix i el vescomte de Castellbò.

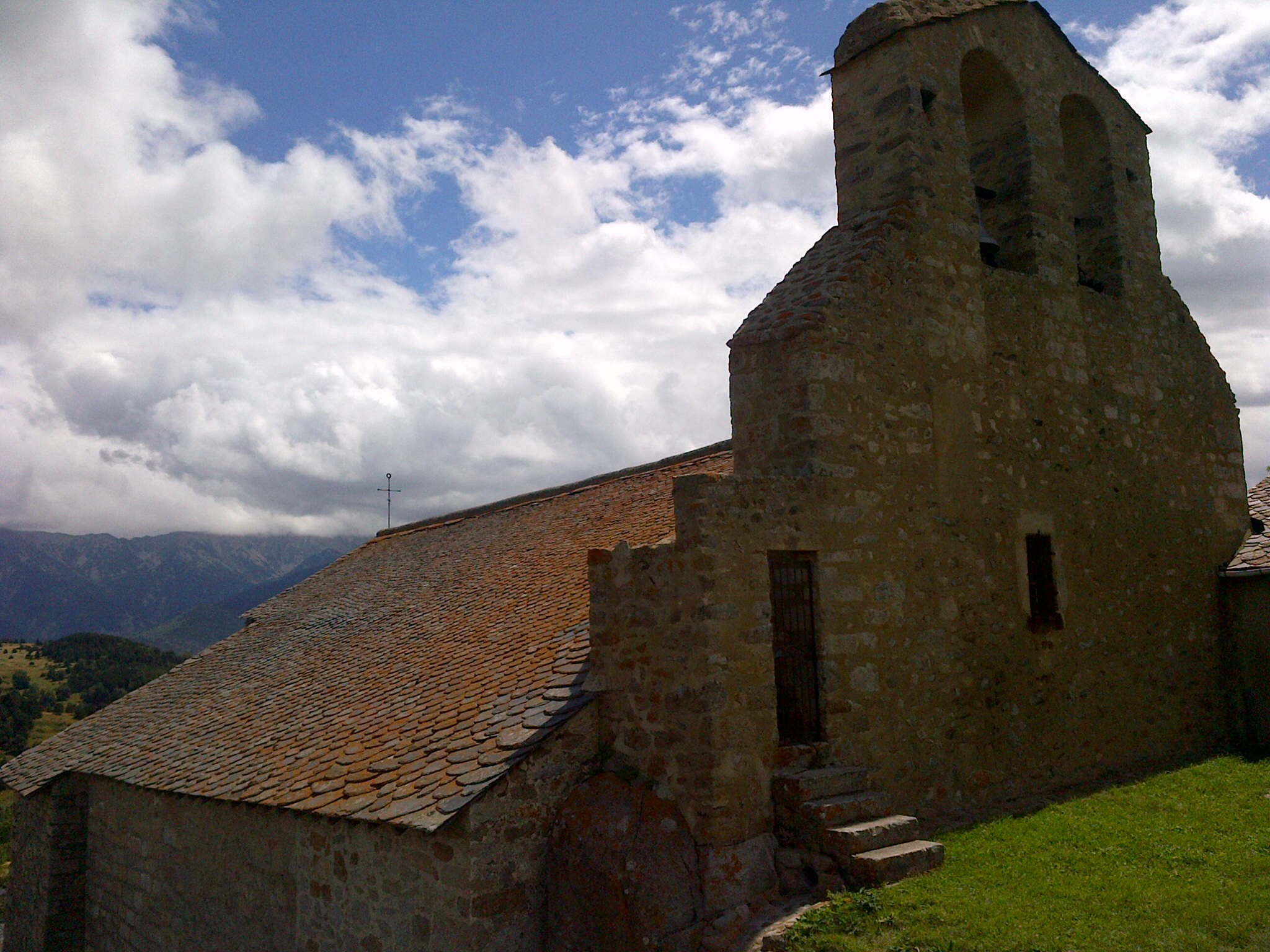
Vista des de l'oest

És una església d'una sola nau, coberta amb volta de canó seguit, en el qual l'absis semicircular fou suprimit el 1740, substituït per un paret plana que li confereix una estructura quadrada. Del temple romànic conserva el mur meridional, amb el portal. La nau té un bon aparell de pedra tallada, hi romanen elements de fortificació del castell. A la façana de ponent hi ha un campanar d'espadanya de dos ulls cobert amb una teulada de dos vessants.

## Mobiliari

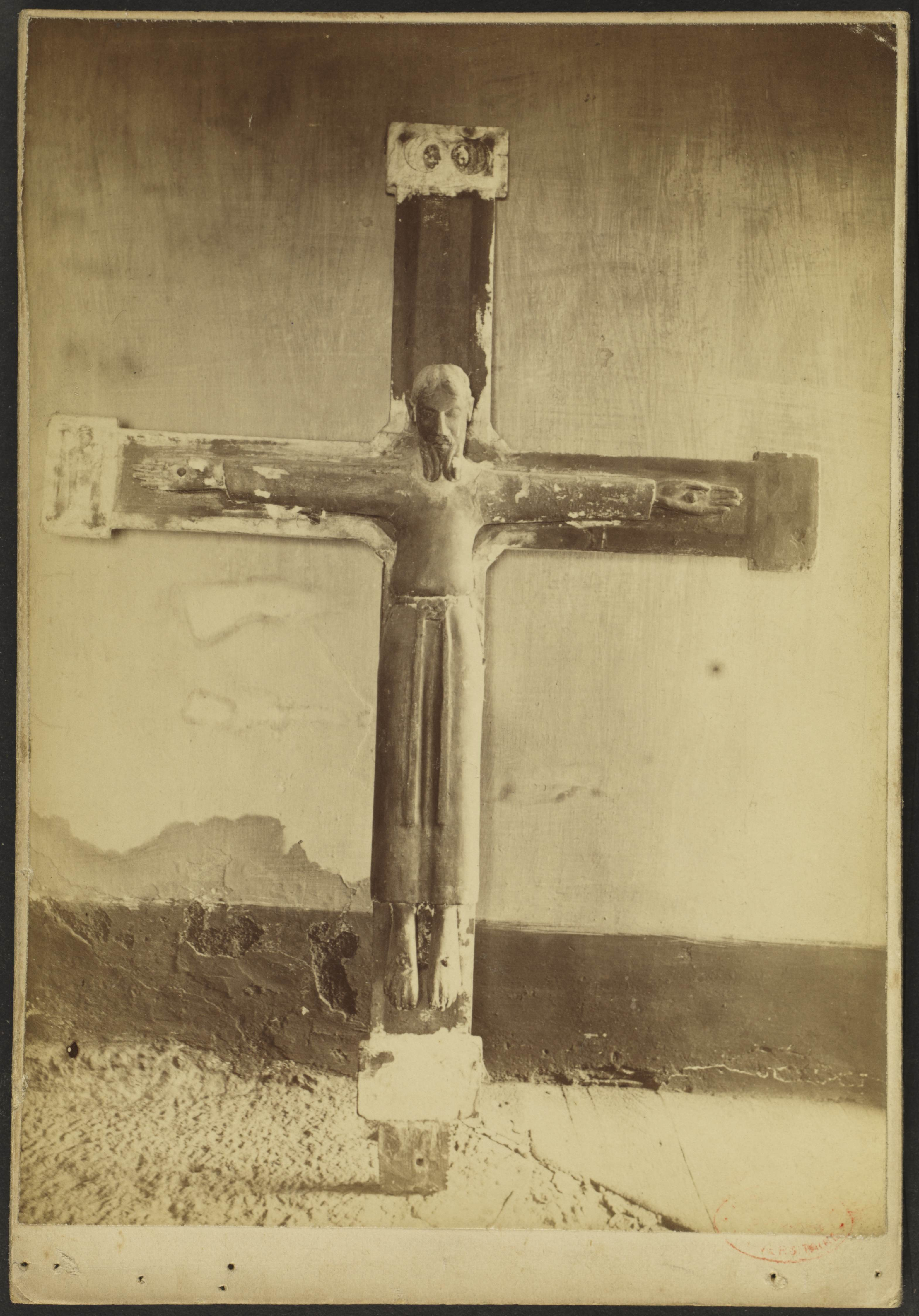
El Crist en Majestat

Es conserva un retaule barroc del 1743 dedicat a Sant Vicenç, i elements d'un baldaquí (1200).
La peça més destacada és una talla d'un Crist en majestat romànic de gran bellesa i colorit i amb una testa delicada i ben precisa, amb trets de realisme, podria datar, segons Maties Delcor, del segle XII. Fou Rafel Bastardes qui després d’un minuciós estudi, l’atribueix al taller de Ripoll, amb onze més que detalla, explicant que a la creu hi ha una capa de pasta preparatòria de la policromia actualment visible, que fa pensar d’una restauració feta al segle xiii, substituint la creu antiga per l’actual.
També cal destacar un frontal d'altar de tradició romànica (1300), amb una Maiestas Domini al centre i escenes de la vida i sacrifici del sant, a ambdues bandes. Atribuïda per Ainaud de Lasarte al Mestre de Soriguerola. Es va restaurar el 1968.